# Lucius Valerius Flaccus (consul en -100)
Pour les articles homonymes, voir Valerius Flaccus.
Lucius Valerius Flaccus, né vers 143 av. J.-C. et mort vers 70 av. J.-C., est un homme politique romain de la fin du IIe et du début du Ier siècle av. J.-C.
D'abord partisan de Caius Marius, il est consul avec lui pour l'an 100 av. J.-C. et censeur en 97 av. J.-C. Princeps senatus à partir de 86 av. J.-C., il joue un rôle dans la guerre civile après la mort de Marius, mais échoue à trouver un compromis pour éviter le conflit entre Sylla et les populares. Après la victoire de Sylla, il devient interroi à la suite de la mort des deux consuls et propose une loi, la lex Valeria de fin 82 av. J.-C., conférant à Sylla la dictature à pouvoir constituant et ce pour une durée illimitée. Sylla le nomme alors maître de cavalerie jusqu'à son abdication six mois plus tard en l'an 81 av. J.-C.

## Famille
Il est le fils de Lucius Valerius Flaccus (en), consul en 131 av. J.-C.
Il a pour cousins Caius Valerius Flaccus, consul en 93 av. J.-C. et Lucius Valerius Flaccus (en), consul suffect en 86 av. J.-C. Ces deux hommes sont frères.
Il a un fils que Cicéron défendra.

## Biographie

### Début de carrière
Valerius Flaccus est triumvir monetalis en 108 ou 107 et émet de la monnaie (voir image).
Flaccus devient flamen Martialis à une date indéterminée. L'iconographie de la monnaie qu'il a émise en tant que monetalis comprend un flamine et Mars. Son père ayant également servi en tant que flamine de Mars, l'image peut se référer à son père. Les fils succèdent souvent à leur père dans les offices religieux, mais il est aussi possible que la monnaie date du début de son sacerdoce. Il est en tout cas probablement flamine avant l'an 100.
Il est préteur au plus tard en l'an 103 selon les dispositions de la lex Villia.

### Consulat (100)

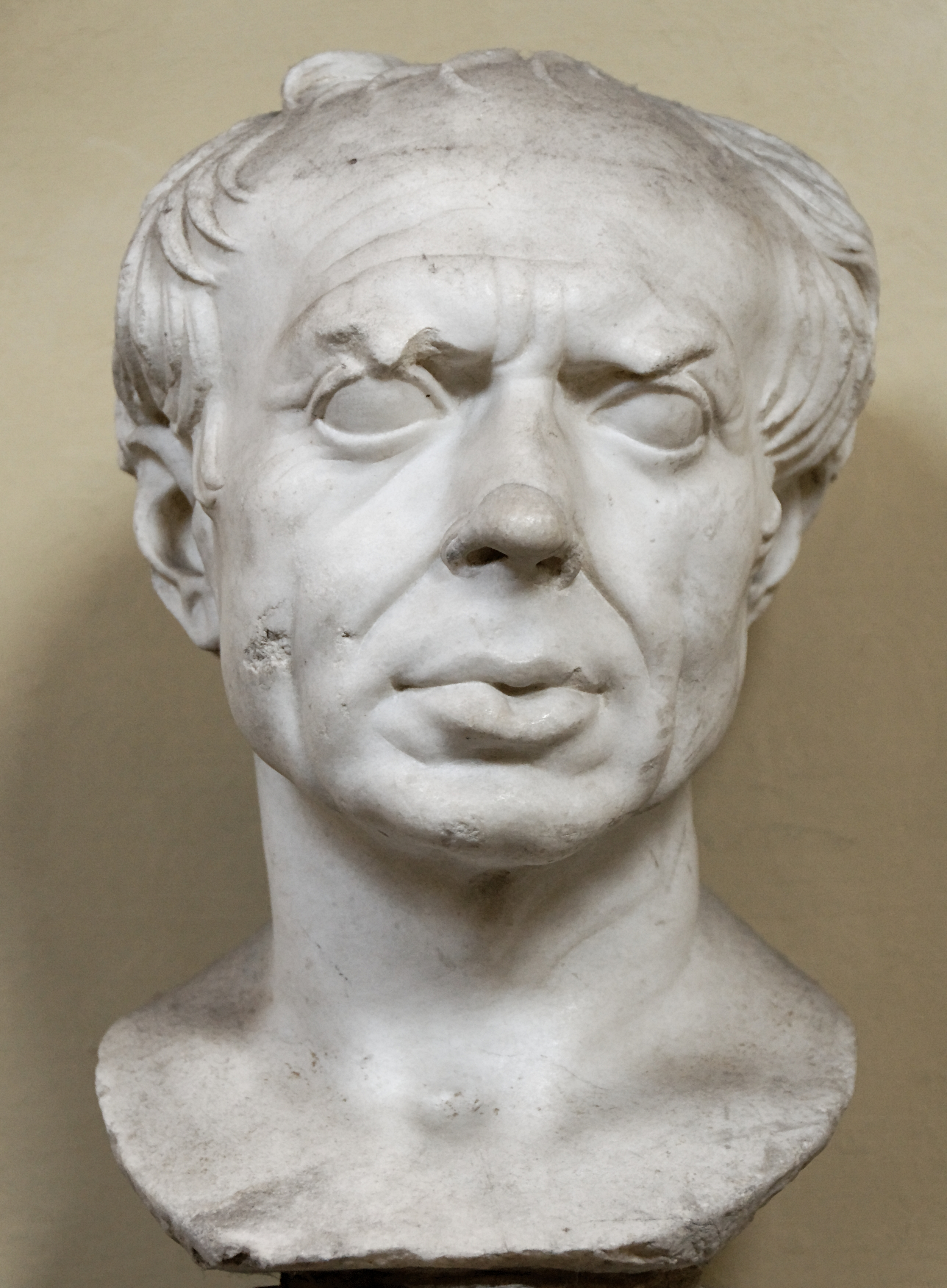
Buste présumé de Caius Marius, Musée Chiaramonti, Rome.

En 100, il est élu consul avec collègue Caius Marius pour son cinquième consulat consécutif. Il est si peu en désaccord avec Marius que son contemporain Publius Rutilius Rufus le décrit comme « étant plus un serviteur qu'un collègue », et François Hinard le dépeint comme « un personnage de peu de relief ».
Lors de la période électorale pour l'année 99, Lucius Appuleius Saturninus et Caius Servilius Glaucia font régner la terreur à Rome en faisant, notamment, assassiner tous ceux qui tentent de se présenter contre eux au tribunat et au consulat. Le Sénat excédé et mené par le princeps senatus Marcus Aemilius Scaurus, décide, en dernier recours, de faire appel au consul Caius Marius pour ramener l'ordre, par le biais d’un senatus consultum ultimum qui impose au consul de réprimer les fauteurs de trouble. Marius, inquiété par une situation qui lui échappe, abandonne ses anciens amis et se range du côté du Sénat. Saturninus, Glaucia et tous leurs partisans sont exécutés. Bien qu'il conserve des partisans, le meurtre de ses propres alliés laisse Marius très isolé.

### Censure (97)
En 97, Flaccus est censeur avec Marcus Antonius Orator. Bien que les chiffres du recensement ne nous sont pas parvenus, les Italiens sont enregistrés en grand nombre en tant que citoyens, sans doute pour renforcer le pouvoir politique de la faction de Caius Marius. Les censeurs excluent du Sénat Duronius pour avoir abrogé, pendant son tribunat, une loi somptuaire, de Publius Licinius Crassus Dives. Ils ont également reconduit Marcus Aemilius Scaurus comme princeps senatus.

### Princeps senatuset rôle dans la guerre civile (86-82)
Flaccus devient princeps senatus certainement lors du cens de 86,, deux ou trois ans après la mort de Scaurus et peu de temps après celle de Caius Marius au début de son septième consulat. Rome est alors sous la coupe des populares Lucius Cornelius Cinna et Cnaeus Papirius Carbo. Le princeps senatus est sélectionné parmi les sénateurs patriciens jouissant du rang consulaire, généralement d’anciens censeurs, le candidat devait être un patricien respecté de ses collègues sénateurs au passé politique irréprochable. Flaccus est le sénateur patricien ayant été censeur le plus ancien du Sénat. Les censeurs patriciens des dernières années sont Lucius Julius Caesar, tué par les partisans de Marius en 87, Marcus Aemilius Scaurus, princeps senatus pendant presque trente ans mais décédé donc vers 89 et il faut ensuite remonter à Quintus Fabius Maximus Eburnus condamné à l'exil vingt ans plus tôt. Flaccus est peut-être aussi le plus vieux consulaire patricien. En effet, parmi les consulaires patriciens plus anciens que Flaccus qui est consul en l'an 100, il y a le consul de 106 Quintus Servilius Caepio, responsable du désastre romain à la bataille d'Orange et probablement décédé et de toute façon condamné à l'exil vingt ans plus tôt, Servius Sulpicius Galba, probablement décédé, Spurius Postumius Albinus, probablement décédé et de toute façon condamné à l'exil vingt-trois ans plus tôt, et il faut ensuite remonter à des consuls des années 120 probablement tous décédés.
Cicéron liste Valerius Flaccus parmi ceux qui préfèrent traiter avec Cinna plutôt que s'exiler hors de Rome.
Lucius Valerius Flaccus (en), consul suffect en 86 et cousin du princeps senatus, est investi par le Sénat de la guerre contre Mithridate après la mort de Caius Marius alors que Sylla est déchu de son proconsulat. Cependant, Sylla et Flaccus ne s'opposent pas en Grèce. Flaccus est assassiné par son légat Caius Flavius Fimbria, partisan de Marius, qui prend le commandement. Fimbria finit par se suicider à Pergame poursuivi par Sylla. Le fils du suffect devient un proche de Sylla. Le meurtre a peut-être influencé les sentiments des Valerii Flacci concernant la faction des populares,.

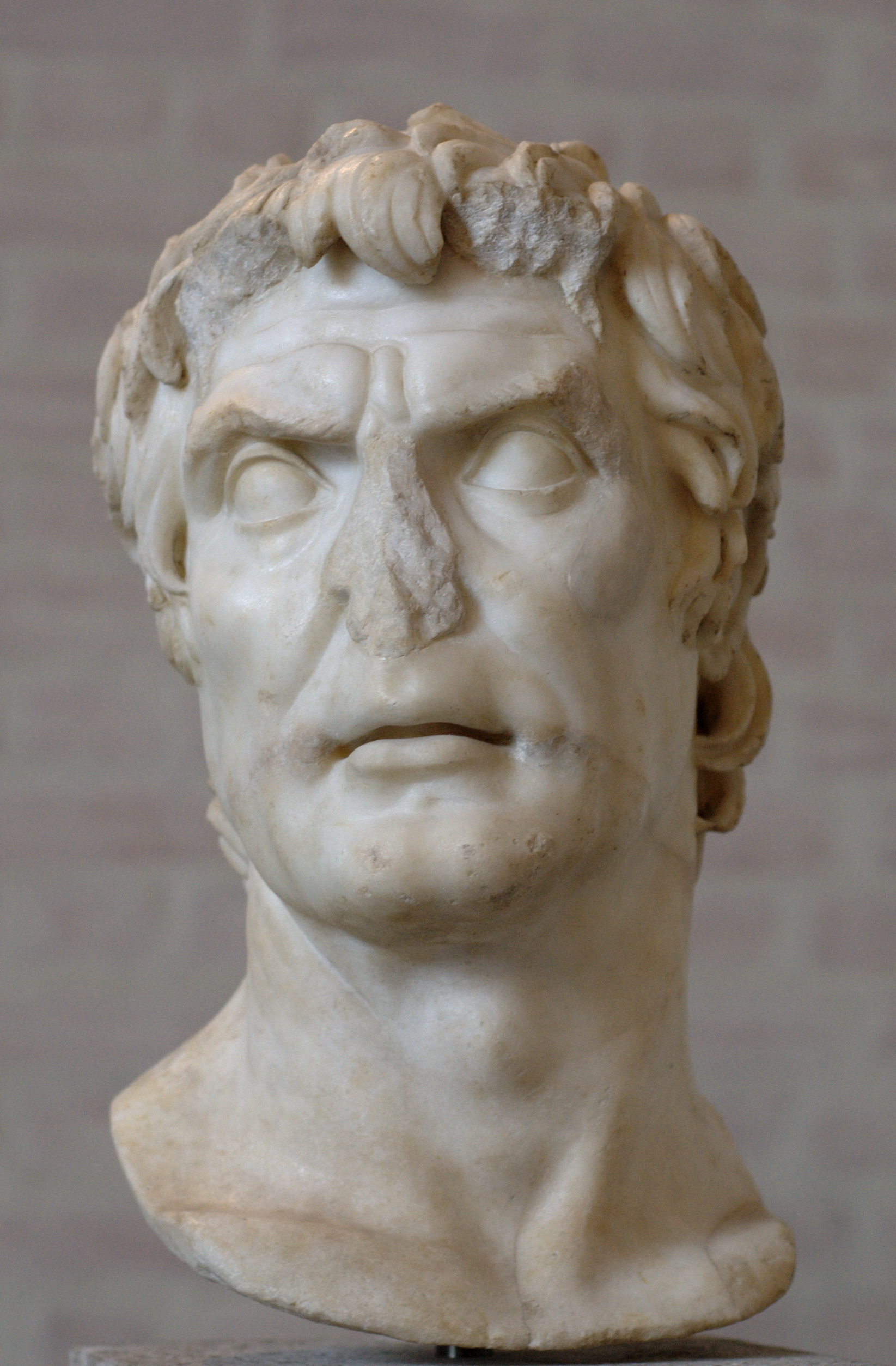
Pseudo-« Sylla », copie d'époque augustéenne.

En 84, Flaccus, en tant que princeps senatus et parlant au nom du Sénat, prend les devants pour ouvrir des négociations avec Sylla, appelant à la concorde, malgré l'opposition de Carbon après la mort de Cinna, et anticiper le retour en Italie de Sylla après la paix de Dardanos qu'il a faite avec Mithridate VI du Pont en l'an 85 av. J.-C.. Les populares parviennent à faire échouer par la terreur le rapprochement entre un Sylla plutôt ouvert et des sénateurs inquiets.
La seconde guerre civile est remportée par Sylla en 82, et les deux consuls populares, Cnaeus Papirius Carbon et Caius Marius « le jeune » meurent peu après, le premier exécuté, le deuxième suicidé alors qu'il est assiégé.
Flaccus a probablement influencé son cousin Caius Valerius Flaccus à au moins accepter la nécessité du régime de Sylla. Caius est gouverneur de Gaule narbonnaise et probablement de la Gaule cisalpine, et a été récemment ou encore en 82 le gouverneur de l'une ou des deux provinces espagnoles. Ainsi, il aurait été à la tête de la plus importante armée de l'Occident romain. Caius est en tout cas acclamé imperator et triomphe sur les Celtibères et la Gaule.

### Maître de cavalerie de Sylla (82-81)
En 82, il est interroi en raison de la vacance du pouvoir après la mort des deux consuls de l'année, et fait voter la lex Valeria de dictatore creando, qui donne des pouvoirs dictatoriaux à Sylla, qui, pour le remercier, nomme Flaccus maître de cavalerie,,.
Élu par les comices, Sylla obtient une compétence élargie et exceptionnelle. Il obtient des pouvoirs constituants - « dictator legibus scribundis et rei publicae constituendae » - et concentre entre ses mains, sans conditions de durée, la plénitude de l'autorité publique. Le choix de Flaccus comme maître de cavalerie est consensuel, vu qu'il s'agit d'un ancien partisan de Marius et une figure du Sénat pendant la période de tyrannie de Cinna et Carbon. 

### Décès (vers 70-69)
Lucius Flaccus est flamen Martialis lorsqu'il meurt, peu de temps après la cooptation de Jules César au collège des pontifes vers 73 et avant celle de Lucius Cornelius Lentulus Niger, préteur en 61, ou Publius Sulpicius Galba vers 69, un préteur vers 66,. Il est probablement décédé en 70 ou 69,.